# Federico Gastón Fernández
Federico Gastón Fernández (ur. 17 października 1989 w Buenos Aires) – argentyński piłkarz ręczny, reprezentant kraju, gra na pozycji lewego skrzydłowego.
Uczestniczył w Letnich Igrzyskach Olimpijskich w Londynie w 2012 roku i w Rio de Janeiro w 2016 roku, oraz w Mistrzostwach Świata w Katarze w 2015 roku.